# Remedy Records
Remedy Records ist ein deutsches Metal- und Punk-Label, das 1989 gegründet wurde. Als Sub-Label für Rock-Veröffentlichungen wurde außerdem Rude Records gegründet.

## Geschichte
Das Label wurde im Jahr 1989 ursprünglich als Schallplattenladen in Hamburg-Stellingen von Jörn Rüter gegründet. Zur Eröffnung des Ladens wurde eine exklusive Single von Torment, der Band Rüters, verteilt, wodurch der Laden bereits indirekt als Label fungierte. Die erste richtige Veröffentlichung fand im Jahr 1999 statt, nachdem Dark Age, eine befreundete Band, kein passendes Label für die Veröffentlichung ihres Debütalbums The Fall finden konnte. Da Rüter bei Torment auch mit der Zusammenarbeit mit dem Label Steamhammer nicht zufrieden war, veröffentlichte auch die Torment-Tonträger bei seinem Label. Infolgedessen wurden andere Hamburger Bands wie Stormwarrior und Minotaur unter Vertrag genommen. Später erschienen auch die Veröffentlichung seiner zweiten Band Kneipenterroristen bei dem Label. Außerdem wurde das Sub-Label Rude Records gegründet, für Rock-Veröffentlichungen, während Remedy Records für den Metal-Bereich zuständig ist. Kneipenterroristen-Alben haben dabei einen Absatz von etwa 10.000 Stück.

## Veröffentlichungen (Auswahl)
Remedy Records
- 1990: Minotaur – Death Metal (7”-Single)
- 1997: Torment – Spermatized
- 2000: Mr Blonde – Blow Up
- 2003: Solemnity – King of Deams
- 2003: Mephistopheles – Death Unveiled
- 2003: Twisted Tower Dire – Crest of the Martyrs
- 2004: Hibria – Defying the Rules
- 2004: Stormwarrior – Northern Rage
- 2005: Torment – Tormentation
- 2007: Paragon – Forgotten Prophecies
- 2008: Dark Age – Minus Exitus
- 2010: Negator – Panzer Metal
- 2014: Syndemic – For Those in Desperation

Rude Records
- 2003: Kickhunter – Hearts and Bones
- 2003: V8 Wankers – Automotive Rampage
- 2007: Riefenstahl – Instinkt
- 2007: Kneipenterroristen – Wir sind härter als der Rest
- 2007: Wyldfyre – Can You Say Kool?
- 2012: Hardbone – This Is Rock 'N' Roll